# Lagoa Cerquinha
Lagoa Cerquinha är en sjö i Brasilien.   Den ligger i delstaten Rio Grande do Sul, i den södra delen av landet, 1 600 km söder om huvudstaden Brasília. Lagoa Cerquinha ligger 1 meter över havet. Arean är 1,5 kvadratkilometer. Den sträcker sig 2,7 kilometer i nord-sydlig riktning, och 1,0 kilometer i öst-västlig riktning.